# Діббел (Оклахома)
Діббел (англ. Dibble) — місто (англ. town) в США, в окрузі Макклейн штату Оклахома. Населення — 867 осіб (2020).

## Географія
Діббел розташований за координатами 35°1′25″ пн. ш. 97°37′49″ зх. д. / 35.02361° пн. ш. 97.63028° зх. д. (35.023597, -97.630251).  За даними Бюро перепису населення США в 2010 році місто мало площу 19,95 км², з яких 19,55 км² — суходіл та 0,40 км² — водойми.

## Демографія
Згідно з переписом 2010 року, у місті мешкало 878 осіб у 323 домогосподарствах у складі 238 родин. Густота населення становила 44 особи/км².  Було 374 помешкання (19/км²).
Расовий склад населення:
| - 85,8 % — білих - 4,3 % — корінних американців - 0,5 % — азіатів - 4,6 % — осіб інших рас |

До двох чи більше рас належало 4,9 %. Частка іспаномовних становила 8,1 % від усіх жителів.
За віковим діапазоном населення розподілялося таким чином: 25,7 % — особи молодші 18 років, 63,4 % — особи у віці 18—64 років, 10,9 % — особи у віці 65 років та старші. Медіана віку мешканця становила 39,3 року. На 100 осіб жіночої статі у місті припадало 105,1 чоловіків;  на 100 жінок у віці від 18 років та старших — 101,9 чоловіків також старших 18 років.
Середній дохід на одне домашнє господарство  становив 53 628 доларів США (медіана — 49 722), а середній дохід на одну сім'ю — 59 394 долари (медіана — 60 417). Медіана доходів становила 41 731 долар для чоловіків та 35 625 доларів для жінок. За межею бідності перебувало 18,8 % осіб, у тому числі 26,2 % дітей у віці до 18 років та 19,6 % осіб у віці 65 років та старших.
Цивільне працевлаштоване населення становило 370 осіб. Основні галузі зайнятості: освіта, охорона здоров'я та соціальна допомога — 17,8 %, роздрібна торгівля — 15,1 %, будівництво — 10,3 %, мистецтво, розваги та відпочинок — 10,0 %.